# Corpe
Corpe ist eine französische Gemeinde mit 1.025 Einwohnern (Stand 1. Januar 2022) im Département Vendée in der Region Pays de la Loire. Sie gehört zum Arrondissement Fontenay-le-Comte und zum Kanton Mareuil-sur-Lay-Dissais. Die Einwohner werden Corpais(es) genannt.

## Geographie
Corpe liegt etwa 19 Kilometer südöstlich von La Roche-sur-Yon. Der Fluss Smagne begrenzt die Gemeinde im Norden. Umgeben wird Corpe von den Nachbargemeinden Mareuil-sur-Lay-Dissais im Norden und Nordwesten, Bessay im Norden, Saint-Jean-d’Hermine im Nordosten, Sainte-Gemme-la-Plaine im Osten und Südosten, Luçon im Süden, Les Magnils-Reigniers im Südwesten sowie Péault im Westen.

## Bevölkerungsentwicklung
| Jahr                      | 1962 | 1968 | 1975 | 1982 | 1990 | 1999 | 2006 | 2013 |
| Einwohner                 | 657  | 622  | 599  | 667  | 702  | 724  | 851  | 1020 |
| Quelle: Cassini und INSEE |      |      |      |      |      |      |      |      |

## Sehenswürdigkeiten
- Dolmen La Frise, seit 1984 Monument historique

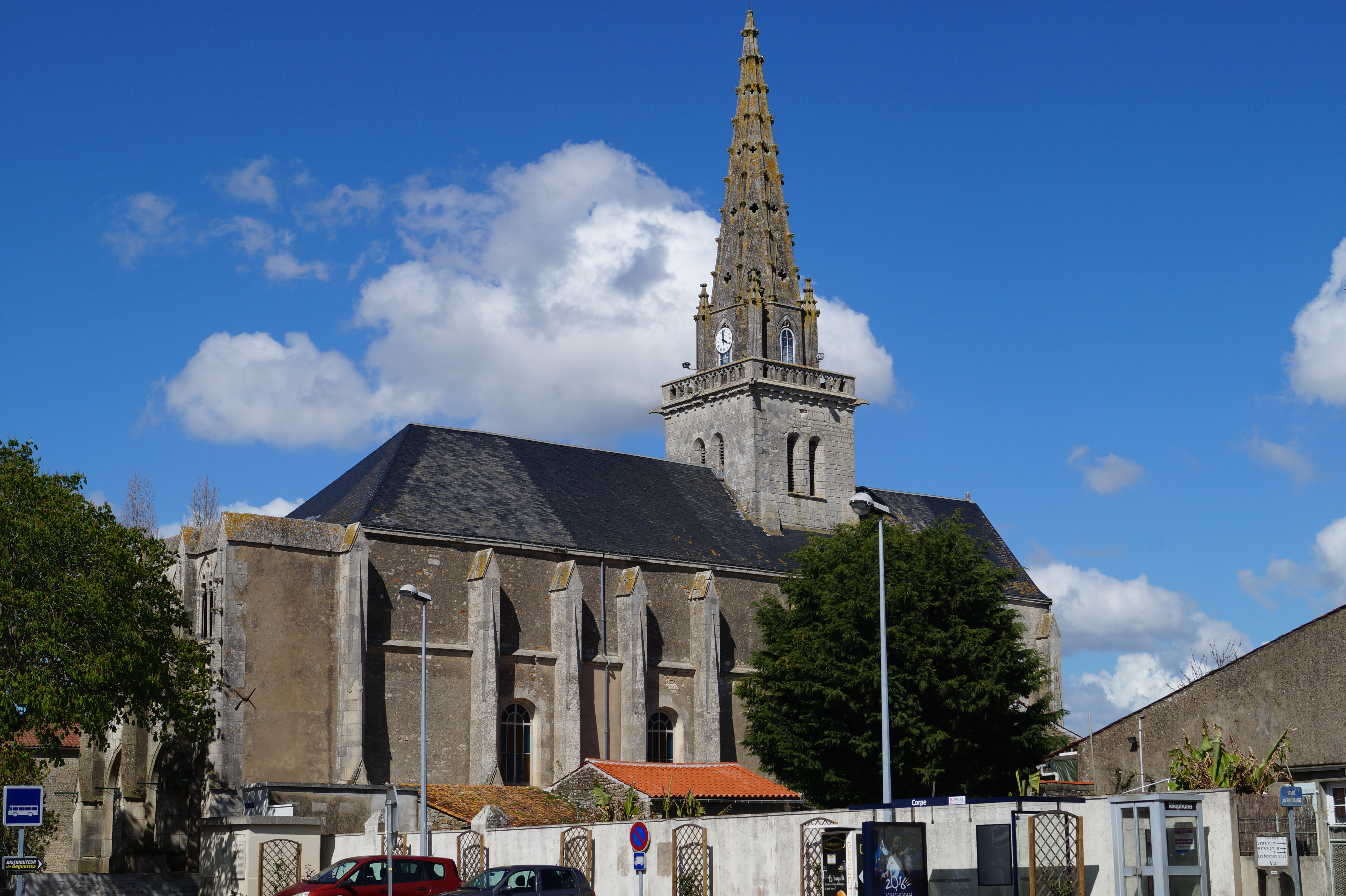
Kirche Saint-Éphrem

- Kirche Saint-Éphrem